# Cadulus lunulus
Cadulus lunulus är en blötdjursart som beskrevs av Dall 1881. Cadulus lunulus ingår i släktet Cadulus och familjen Gadilidae. Inga underarter finns listade i Catalogue of Life.